# Đuro Jakčin
Đuro Jakčin (Beč, 22. veljače 1889. – Sofija, 16. veljače 1944.), pomorski časnik NDH, prvi zapovjednik mornarice NDH i diplomat NDH.

## Životopis
Jakčin je rođen u Beču 1889. Kao bivši kapetan bojnog broda, 10. travnja 1941. postao je zapovjednik Hrvatske mornarice s činom kontraadmirala te je na tom položaju ostao do 17. rujna 1943. Tijekom boravka na mjestu zapovjednika mornarice služio je i kao vojni ataše u Berlinu, jer su Rimski ugovori branili NDH ustrojavanje mornarice. Bio je ataše do studenog 1942., kad postaje časnik za vezu sa 7. SS divizijom "Princ Eugen". Tu je dužnost vršio do rujna 1943., kad je imenovan veleposlanikom NDH u Bugarskoj, gdje iznenada umire prirodnom smrću u veljači 1944. Pokopan je na Mirogoju.